# 포트잭슨상어
포트 잭슨 상어 (Heterodontus portusjacksoni)는 야행성 Heterodontidae 계통의 황소 상어 유형으로, 포트 잭슨 앞바다를 포함하여 호주 남부의 해안 지역에서 발견된다. 크고 뭉툭한 머리에 두드러지는 이마 융기와 밝은 회갈색 몸에 짙은 하네스 모양의 표시가 있으며 최대 1.65m까지 자랄 수 있다. 이들은 헤테로돈투스 (Heterodontus) 속에서 가장 큰 종이다.
포트 잭슨 상어는 여름에 남쪽으로 이동하고 겨울에 번식하기 위해 북쪽으로 돌아오는 이주성이 있는 종이다. 이들은 눈을 가로지르는 하네스 모양의 무늬와 등을 따라 첫 번째 등 지느러미를 지나쳐 양쪽 등 지느러미 앞의 척추 외에도 몸의 측면을 가로지르는 무늬들로 인해 다른 상어 종들 사이에서 매우 쉽게 식별이 가능하다.

## 분포 및 서식지
포트 잭슨 상어는 호주 남부 주변의 온대 해역에 고유하며 퀸즐랜드 남부, 남쪽에서 태즈메이니아, 서쪽에서 서호주 중부 해안까지 뻗어 있는 지역에서 볼 수 있다. 이 종의 단일 표본은 1954년 웰링턴의 마카라에 있는 그물에 수집되었다. 뉴질랜드에서 온 것으로 보고된 두 개의 표본이 대영박물관에 더 기증 되었고, 이 두 표본은 발견되었지만 이 주장을 확인하기 위한 수집 위치에 대한 정보는 없다.
포트 잭슨 상어는 일반적으로 100m(330pt) 미만의 깊이에 살지만 275m(902pt) 깊이까지 가는 것으로 알려져 있다. 이들의 영토는 습성적으로 해저 위 또는 근처에 있으며, 이는 먹이 지역이기도 하다. 암석 환경이 가장 흔한 서식지이지만 모래와 진흙 투성이의 환경과 해초 층이 때때로 사용된다. 낮에는 일반적으로 활동하지 않을 때 해류(동굴 포함)로부터 약간의 피난처를 제공하는 평평한 지역이나 암석 노두와 같은 다른 피난처 근처에서 찾을 수 있다.

## 이동 및 이주
포트 잭슨 상어는 자정 전, 늦은 저녁 시간에 활동이 최고조에 달하고 일출 전에 활동이 감소하는 야행성이다. 한 연구에 따르면 포획된 개체와 야생 개체는 유사한 움직임 패턴을 보였으며 상어의 움직임은 시간 및 성별에 이주 행위의 영향을 받았다.
이 종은 매년 해안 만에서 번식하기 위해 이동을 완료하며 수컷은 호주 해안선을 따라 항구와 만에 먼저 도착한다. 암컷은 늦게 도착하고 나중에 머무는데, 이는 새로 낳은 알이 포식 되는 것을 줄이기 위한 수단일 것으로 판단된다. 수컷과 암컷 둘 다 유소성과 높은 현장 충성도를 보여준다.

## 외관

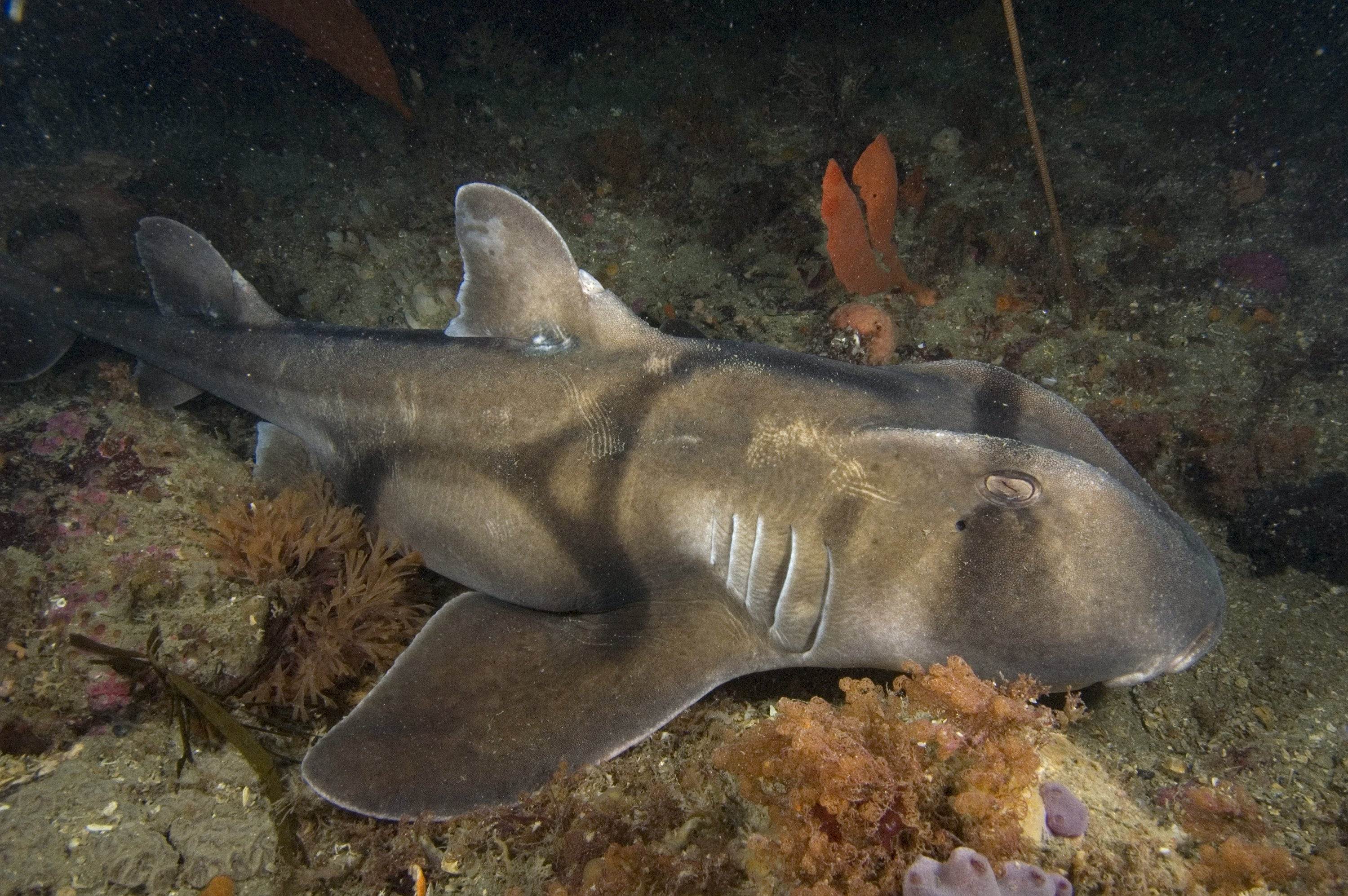
포트 잭슨 상어

포트 잭슨 상어는 최대 1.65m(5.5pt)까지 자랄 수 있으며 넓고 뭉툭하며 납작한 머리, 항문 지느러미, 눈 위에 볏을 가지고 있는 다른 속과 유사하다. 그러나 이 종은 이빨과 몸 길이의 대부분을 차지하는 하네스 모양의 표시와 같이 쉽게 식별할 수 있는 특성을 가지고 있다. 이 표시는 눈에서 첫 번째 등 지느러미, 그리고 나머지 몸으로 이어진다. 두 등 지느러미는 크기가 거의 같으며 각각 앞쪽 가장자리에 척추가 있다. 그들을 구별하는 데 도움이 되는 다른 특징은 그들의 작은 입과 그들의 입과 연결된 콧구멍이다.

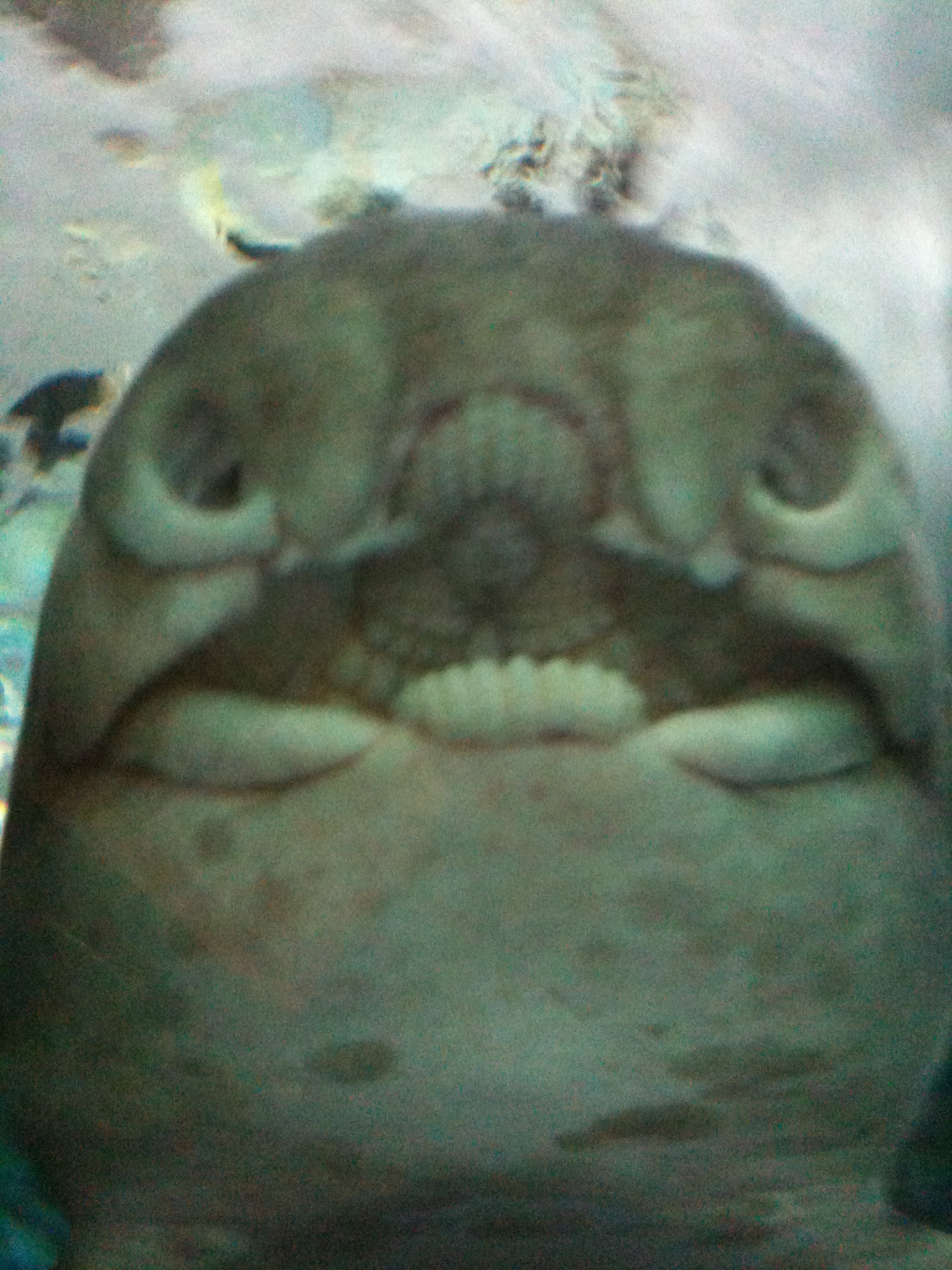
포트 잭슨 상어의 입

### 치아
포트 잭슨 상어의 이빨은 가장 눈에 띄는 특징 중 하나이다. 포트 잭슨 상어의 이빨은 보통 톱니 모양의 이빨을 가지고 있는 다른 상어 종들과 매우 다르게 생겼다. 이들의 이빨은 보통의 상어들과 달리 앞니와 뒷니가 다르게 생겼다. 앞니는 작고 날카롭고 뾰족하지만 뒷니는 평평하고 뭉툭하다. 이 이빨은 포트 잭슨 상어가 먹이로 먹는 연체 동물과 극피 동물의 껍질을 잡고 부수고 갈아주는 기능을 한다. 이 종의 아직 어린 개체는 성체보다 더 날카로운 이빨을 가지고 있으며 먹이의 비율도 연체 먹이의 비율이 더 높다.

## 호흡계
포트 잭슨 상어는 5개의 아가미를 가지고 있으며, 첫 번째 아가미는 한 줄의 새사(아가미의 구성 단위를 이루는 실 모양의 조직)만 지탱하고 나머지 네 개는 두 줄의 새사를 지탱한다.
포트 잭슨 상어는 동시에 먹고 숨을 쉴 수 있는 능력을 가지고 있다. 이 능력은 아가미 위로 물을 흘리기 위해 대부분 입을 벌리고 수영해야 하는 상어에게는 드문 일이다. 포트 잭슨 상어는 확대된 첫 번째  아가미로 물을 펌핑하고 다른 4개의 아가미를 통해 물을 펌핑할 수 있다. 아가미를 가로질러 물을 펌핑하기 때문에 상어는 숨을 쉬기 위해 움직일 필요가 없다. 이 덕분에 오랜 시간 동안 바닥에 누워있을 수 있다.

## 소화계
포트 잭슨 상어는 음식을 소화하는 데 오래 걸리는 편이다. 또한 그들은 원하지 않는 물질을 삼켰을 때 이를 제거하기 위해 배를 뒤집고 입에서 뱉어낼 수 있는 능력이 있다. 포트 잭슨 상어는 바닥에서 물과 모래를 빨아들이고, 아가미 구멍에서 모래를 불어내고, 삼킨 음식은 유지하며 먹이를 먹는다.
포유류와 비교할 때 상어의 소화에서 가장 큰 차이점 중 하나는 매우 짧은 장이다. 이 짧은 길이는 매우 긴 튜브와 같은 장 대신 하나의 짧은 구간 안에서 여러 번 회전하는 나선형 밸브에 의해 소화된다. 
포트 잭슨 상어는 먹이가 가장 활동적인 밤에 먹이를 찾아다니며, 주로 성게, 연체 동물, 갑각류 및 물고기를 먹이 삼는다.

## 행동과 학습
포트 잭슨 상어 성체들은 종종 동굴에서 무리지어 쉬는 것을 볼 수 있으며 성별과 크기에 따라 특정 상어들과 어울리는 것을 선호한다. 성체와는 다르게 어린 개체들은 비교적 사교성이 발달되어 있지 않다. 또한 이들은 인간과 마찬가지로 독특한 성격을 가지고 있다. 어린 개체들은 거품, LED 조명 또는 소리를 이용한 훈련에서 음식으로 보상을 받는 것과 연관시키는 법을 배울 수 있으며 물질들이 서로 양이 다른 것을 구별할 수 있고 다른 상어가 무엇을 하는지 관찰해 배울 수 있다.
1. ↑  Huveneers, C.; Simpfendorfer, C. (2015). “Heterodontus portusjacksoni”. 《IUCN 적색 목록》 (IUCN) 2015: e.T39334A68625721. doi:10.2305/IUCN.UK.2015-4.RLTS.T39334A68625721.en.